# Alba Rohrwacher
Alba Caterina Rohrwacher (tiếng Ý: [ˈalba rorˈvaːker] ⓘ, tiếng Đức: [ˈʁoːɐ̯vaxɐ]; sinh ngày 27 tháng 2 năm 1979) là một nữ diễn viên người Ý.

## Tiểu sử
Alba Rohrwacher sinh ra ở Firenze, Toscana, là con gái của cha là người Đức và mẹ là người Ý. Từ năm 17 đến 21 tuổi cô theo học ngành y, với dự định trở thành bác sĩ. Năm 21 tuổi, cô chuyển đến Roma để học diễn xuất tại Centro Sperimentale di Cinematografia. Em gái cô là đạo diễn Alice Rohrwacher.

## Sự nghiệp
Vai diễn điện ảnh đầu tiên của cô là vào năm 2004 trong tác phẩm L'amore ritrovato. Năm 2008, cô được trao giải David di Donatello cho Nữ diễn viên phụ xuất sắc nhất cho vai diễn trong phim điện ảnh Giorni e nuvole (2007). Năm 2009, cô nhận được giải David di Donatello cho Nữ diễn viên chính xuất sắc nhất cho phần diễn xuất trong tác phẩm Il papà di Giovanna của Pupi Avati. Rohrwacher đã làm việc với em gái của mình là đạo diễn Alice Rohrwacher trong bộ phim bán tự truyện The Wonders (2014), trong đó Alba thủ vai một nhân vật dựa trên người mẹ ruột của hai chị em.
Ngày 6 tháng 9 năm 2014, Rohrwacher chiến thắng Cúp Volpi cho Nữ diễn viên xuất sắc nhất tại Liên hoan phim quốc tế Venezia lần thứ 71 với Hungry Hearts, một bộ phim của đạo diễn người Ý Saverio Costanzo. Dưới sự chủ trì của Meryl Streep, cô là thành viên ban giám khảo của Liên hoan phim quốc tế Berlin lần thứ 66. Rohrwacher tiếp tục hợp tác với em gái mình trong dự án Lazzaro felice, tác phẩm ra mắt tại Liên hoan phim Cannes 2018. Cô dũng đảm nhiệm phần dẫn truyện cho My Brilliant Friend, một loạt phim chuyển thể từ bộ tiểu thuyết Neapolitan Novels của tiểu thuyết gia Elena Ferrante.

## Đời tư
Rohrwacher đang có mối quan hệ với đạo diễn người Ý Saverio Costanzo.